# Cycle Collstrop
Cycle Collstrop (UCI Team Code: COS) — шведская профессиональная шоссейная велокоманда, существовавшая в 2001 — 2008 годах.

## История
Основана в 2001 году в Бельгии. В 2006 году сменила прописку на шведскую и название на Unibet.com, спонсировалась одноимённой  букмекерской конторой. В 2007 году получила лицензию UCI ProTour вместо расформированной Phonak. Совпадение названий команды и букмекерской конторы вызывало проблемы с участием в соревнованиях, проводимых в ряде европейских стран. Из-за чего во Франции и Бельгии с 22 марта 2007 года выступала под названием Canyon.com.
Несмотря на переименование команда не смогла принять участие ни в одном из Гранд-Туров 2007 года. В конце сезона главный спонсор Unibet приняла решение об уходе из велосипедного спорта. Команда вновь заключила спонсорский контракт длительностью один год с бельгийской деревообрабатывающей компанией Collstrop.
В последнем для себя сезоне 2008 года команда сменила название на Cycle Collstrop, была исключена из числа участников UCI ProTour'а и выступала в соревнованиях континентальных туров.

## Победы
2007
UCI ProTour:
- Тур Швейцарии: этап 8 — Ригоберто Уран

Континентальные туры:
- Марсельское Гран-При Открытия — Джереми Хант
- Ле Самын — Джимми Каспер
- Три дня Западной Фландрии: этап 1 и генеральная классификация — Джимми Каспер
- Чемпионат Фландрии — Баден Кук

Национальные чемпионаты:
- Швеции в гонке на время — Густав Ларссон
- Венесуэлы в гонке на время — Хосе Рухано

2008
Континентальные туры:
- Тур Кореи и Японии: этап 4 и генеральная классификация — Сергей Лагутин

Национальные чемпионаты:
- Узбекистана в групповой гонке — Сергей Лагутин
- Словении в групповой гонке — Борут Божич

## Известные велогонщики
- Джимми Каспер
- Баден Кук
- Сергей Лагутин
- Ригоберто Уран